# Minimita rend

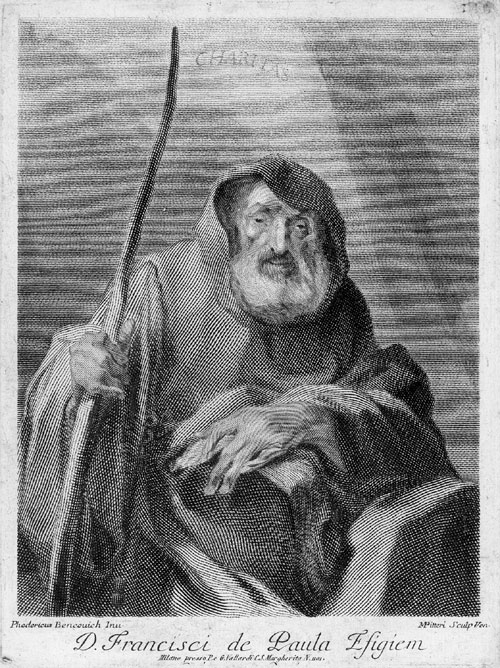
Paolai Szent Ferenc, a rend alapítója

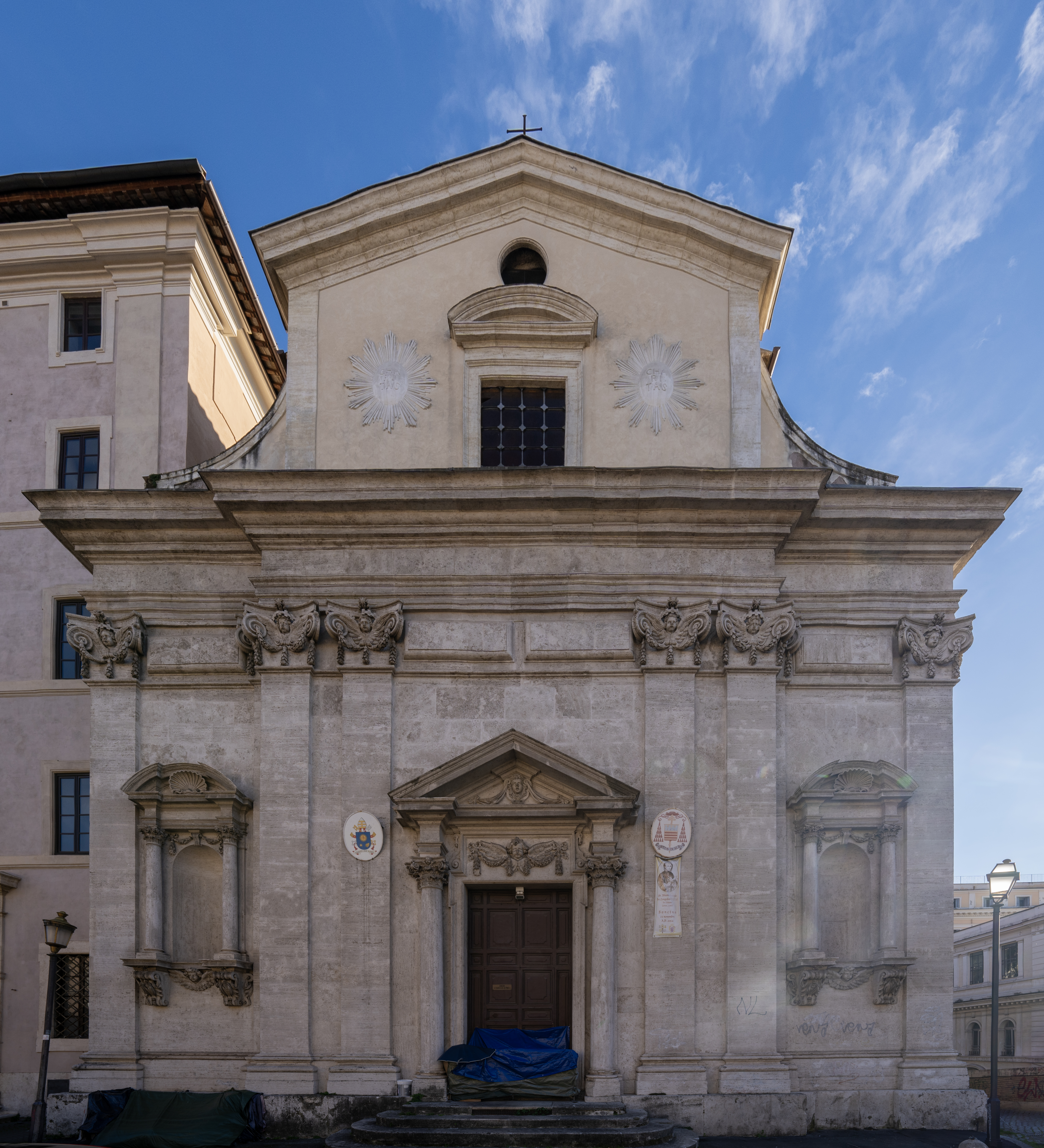
A római San Francesco di Paola ai Monti templom, a rend általános székhelye

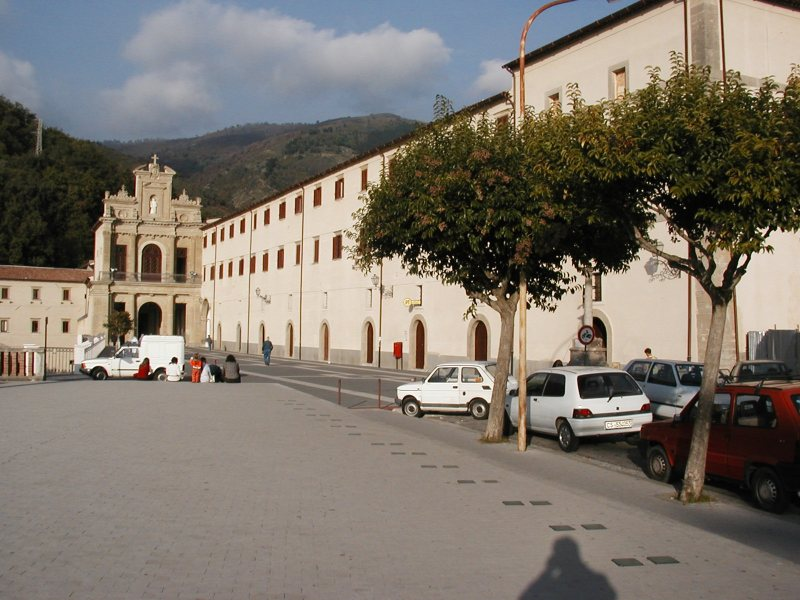
A San Francesco di Paola ai Monti szentélye

A minimita rend (latinul: Ordo Minimorum) vagy Legkisebb Testvérek Rendjének egy pápai jogú, paolottinak is nevezett férfi kolduló szerzetesrend. Szerzetesei az O.M. rövidítést adják nevükhöz.
A 15. században Paolai Szent Ferenc által alapított rendet a böjt, a negyedik fogadalom betartásán keresztül megélt bűnbánati lelkiség jellemzi; a minimiták különösen elkötelezettek a prédikáció és a kiengesztelődés szolgálata iránt.

## Története

### Az alapító
Alapítója a Calabria Citeriore-beli Paolában született 1416-ban, és a Ferenc nevet kapta Assisi Szent Ferenc tiszteletére, akinek csodálatos közbenjárására kései fogantatását tulajdonították. Egyhónapos korában megbetegedett, édesanyja fogadalmat tett, hogy felépüléséért cserébe fia egy évig viseli a ferences habitust. Meggyógyult, tizenkét évesen San Marco Argentano kolostorába vitték, ahol egy évig maradt anyja fogadalma teljesítésére. Ferenc ezután hosszú zarándoklatba kezdett, amelynek eredményeként meglátogatta Rómát, Assisit, Monte Cassinót és mindenekelőtt Monteluco remetelakát, ahol egy ideig tartózkodott is.
Visszatérve szülőfalujába, egy ideig remeteként maradt apja birtokán, majd visszavonult egy erdőbe, ahol öt évig elszigetelten élt. Hamar kialakult körülötte egy kis remeteközösség, akikre Ferenc nagyon szigorú, böjtből és vezeklésből álló életmódot írt elő. 1435-ben cellákat kezdett számukra építeni. Hamarosan néhány további remetelak is felépült: Paterno Calabro (1444), Spezzano Grande (1453), Corigliano Calabro (1458) községekben. 1452-ben Cosenza Pirro Caracciolo nevű érseke támogatásával Ferenc egy nagy kolostort kezdett építeni Paolában, mivel a kunyhók, ahol addig élt a tanítványokkal, nem voltak elegendőek az egész közösség elhelyezésére.

### A rend jóváhagyása
Miután Ferenc csodatévő híre elterjedt, 1467-ben a Szentszék elküldte a Római Kúria elöljáróját, Baldassarre de Gutrossist, hogy vizsgálja meg a remete életét. Az egyházi jelentés II. Pál pápa felé pozitív volt. de arra késztette az alapítót, hogy az addig spontán remetemozgalomnak kanonikus szerkezetet adjon.
Pirro püspök az 1470. november 30-i Decet nos alkotmánnyal jóváhagyta a közösséget, és kiterjesztette tagjaira a koldulórendek kiváltságait; az elöljáró ezután kérelmet küldött a pápához, amelyben arra kérte, hogy erősítse meg a jóváhagyást, és adja meg a szerzeteseknek a püspöki joghatóság alóli felmentést, IV. Szixtusz pápa pedig az 1474. április 17-i Sedes Apostolica bullával elfogadta a püspök kérését.
A nagy csodatévő hírnevet szerzett Ferencet XI. Lajos francia király udvarába hívták, aki sztrókot kapott, és Szixtusz pápa utasítására el kellett fogadnia az amboise-i meghívást. A remete 1482. április 24-én érkezett az udvarba, és a király mély alázattal, leborulva fogadta őt. Ferenc azonban nem gyógyította ki Lajost halálos betegségéből, aki hatvanéves korában, 1483. augusztus 30-án elhunyt.
Az udvarban való tartózkodás, a magas rangú személyek és más vallási tapasztalatok rendjébe való belépés nagyban befolyásolta a rend átalakulását: a Plessis-les-Tours-i remeteségben, amelyet az uralkodó rezidenciája közelében emeltek. A rend tagjai fokozatosan felhagytak a remeteélettel, és cenobitikus életformát fogadtak el. Ferenc rendje így egyszerű remeterendből bűnbánati és reformrenddé fejlődött.

### A regula jóváhagyása
Még Franciaországban járt, amikor VIII. Ince pápa levelet küldött VIII. Károly francia királynak, amelyben arra kérte, győzze meg a szerzetest, hogy a negyedik lateráni zsinat kánonjai szerint fogadja el követői számára az egyik akkori regulát: Ferenc új regulát dolgozott ki. tizenhárom fejezetben, a ferencesek regulája alapján, de erős bencés és ágostai elemekkel, amelyet VI. Sándor pápa az 1493. február 26-i Meritisligiosae vitae bullával hagyott jóvá.
A három vallásos fogadalomhoz (szegénység, engedelmesség, tisztaság) Ferenc hozzátette a tökéletes és örök böjti élet ünnepélyes fogadalmát, amely a hústól és egyéb állati eredetű táplálékoktól (tej, tojás, sajt) való teljes tartózkodást írta elő, kivéve a betegség esetét.
A regula második, tíz fejezetből álló változatát VI. Sándor hagyta jóvá az 1501. május 1-jei Ad ea quae bullával; a harmadik és egyben utolsó tervezetet Bernardino López de Carvajal bíboros és Felino Sandei, Lucca püspöke vizsgáztatta, és VI. Sándor jóváhagyta az 1502. május 20-i Ad fructus uberes bullával, amellyel a szabályzatot megerősítették. kiegészítve a negyedik lateráni zsinat idején már jóváhagyottakkal. A regulát II. Gyula pápa véglegesen és ünnepélyesen szentesítette az 1506. július 28-i Inter ceteros bullával, amellyel a minimiták második és harmadik rendjét is jóváhagyták.

### A rend elterjedtsége
Amikor az alapító meghalt, testvérei jelen voltak Itáliban (főleg Calabriában és Szicíliában), Franciaországban (ahol „jóembereknek” vagy Bons-hommes-nak nevezték őket, ezt a megnevezést XI. Lajos Ferencnek adta, de hagyományosan a szerzetesekre is utaltak vele. Grammontban, amelynek apátságát a szerzetesek kapták), Spanyolországban (ahol a „győzelem atyáinak” nevezték őket, mert Ferenc II. Ferdinánd aragóniai királynak megjósolta a mórok feletti győzelmét) és Németországban (ahol „paolani” ill. paulaner néven ismertek, s ez lett az általuk gyártott sör neve). Az alapító azonban azt akarta, hogy testvéreit „legkisebbeknek” nevezzék (a „kicsi” szuperlatívusza, Assisi Ferencre utalva, aki testvéreit „kisebbeknek” nevezte), és ezzel a névvel hagyta jóvá őket II. Gyula pápa.
II. Gyula pápa 1512. május 13-án kelt tájékoztatójával Cariati, Párizs, Auxerre és Grenoble püspökeit bízta meg azzal a feladattal, hogy indítsák el a kánoni folyamatokat Ferenc életében: az alapítót X. Leó pápa 1513. július 7-én boldoggá, 1519. május 1-jén pedig szentté avatta.
A rend nevezetes tagjai: Gaspare Ricciulli del Fosso, Reggio Calabria érseke és teológus, aki megnyitó beszédet mondott a tridenti zsinaton . Az alázatosság szellemében megtagadta a bíborost; Marin Mersenne matematikus, fizikus és természettudós, akit Blaise Pascal, annak az akadémiának a párizsi alapítója dicsért, amelyből az Institut de France kifejlődött; Nicolas Barré, pedagógus, népi és normál tanítóképző iskolák alapítója és a Gyermek Jézus nővérei ; Vittore Ghislandi, Fra Galgario néven ismert 18. századi festő és portréművész; a matematikusok Thomas Le Seur és François Jacquier, a fizikus Mariano Morini.
A rendet nagymértékben erodálták azok az elnyomások, amelyek a tizennyolcadik és a tizenkilencedik század között Franciaországban, Spanyolországban és Olaszországban érintették a vallási intézményeket. A 20. században a rend újrakezdte elkötelezettségét, különösen Amerikában, Brazíliában.
A Magyar Királyság területén csak egyetlen kolostora működött a paulánus rendnek Somorja városában, a Csallóközben, ahol 1680 körül telepedtek meg. II. József a szerzetesrendet feloszlatta, és ezután a rend már nem újult meg. Templomuk Somorja város plébániatemplomává vált, és Csallóköz legszebb barokk templomaként tartják számon.

## A habitus
Az alapító által kívánt minimiták ruházata a türelemnek nevezett kapucnis tunikából és egy vastag fekete báránygyapjú cingulumból (deréköv) áll: hangsúlyozni kell azonban, hogy a gyapjú akkori természetes feketéje nagyon hasonlított a sötétbarna színhez. A tunika viselője sarkáig, míg a kapucni elöl-hátul egy-egy méter hosszan a combja feléig ér. A derékon hordott öv mindkét oldalon övezi a kapucnit vagy türelem a regulát: öt csomó van rajta, ebből négy lóg, amelyek a vallásos fogadalmakat jelképezik. A ruha fölött a vádliig hosszú köpenyt viselnek, amelyre a fejet takaró kapucnit varrják.

## Az új regulák
A második vatikáni zsinat után kidolgozták a regulák aktualizálását, amelynek szövegét 1973. október 8-án, majd 1986-ban hagyták jóvá.
A rend célja, hogy az Egyházban sajátos tanúságot tegyen az evangéliumi bűnbánatról, amely az alázat gyakorlásában, a felebaráti szeretetben és a böjti életben nyilvánul meg.
Enyhült az étkezésre vonatkozó szigorú rendszer.

## Statisztika
A rend elöljárója a római San Francesco di Paola ai Monti templomban székel.
Minimita kolostorok vannak Európában (Csehország, Olaszország, Spanyolország, Ukrajna), Amerikában (Brazília, Kolumbia, Mexikó, Amerikai Egyesült Államok) és Afrikában (Kongói Demokratikus Köztársaság).
2008 végén a rendnek 180 tagja volt, ebből 112 pap volt, 45 házra osztva.
1994 és 2006 között Giuseppe Fiorini Morosini atyát két ciklusra a Rend főkorrektorává választották, 2008. március 20-án Locri-Gerace püspökévé, 2013. július 13-án Reggio Calabria-Bova metropolita érsekké léptették elő, a palliumot Ferenc pápától kapta meg 2014. június 29-én.

## Fordítás
- Ez a szócikk részben vagy egészben  az   Ordine dei Minimi című olasz Wikipédia-szócikk ezen változatának fordításán alapul.  Az eredeti cikk szerkesztőit annak laptörténete sorolja fel. Ez a jelzés csupán a megfogalmazás eredetét és a szerzői jogokat jelzi, nem szolgál a cikkben szereplő információk forrásmegjelöléseként.